# Tourin

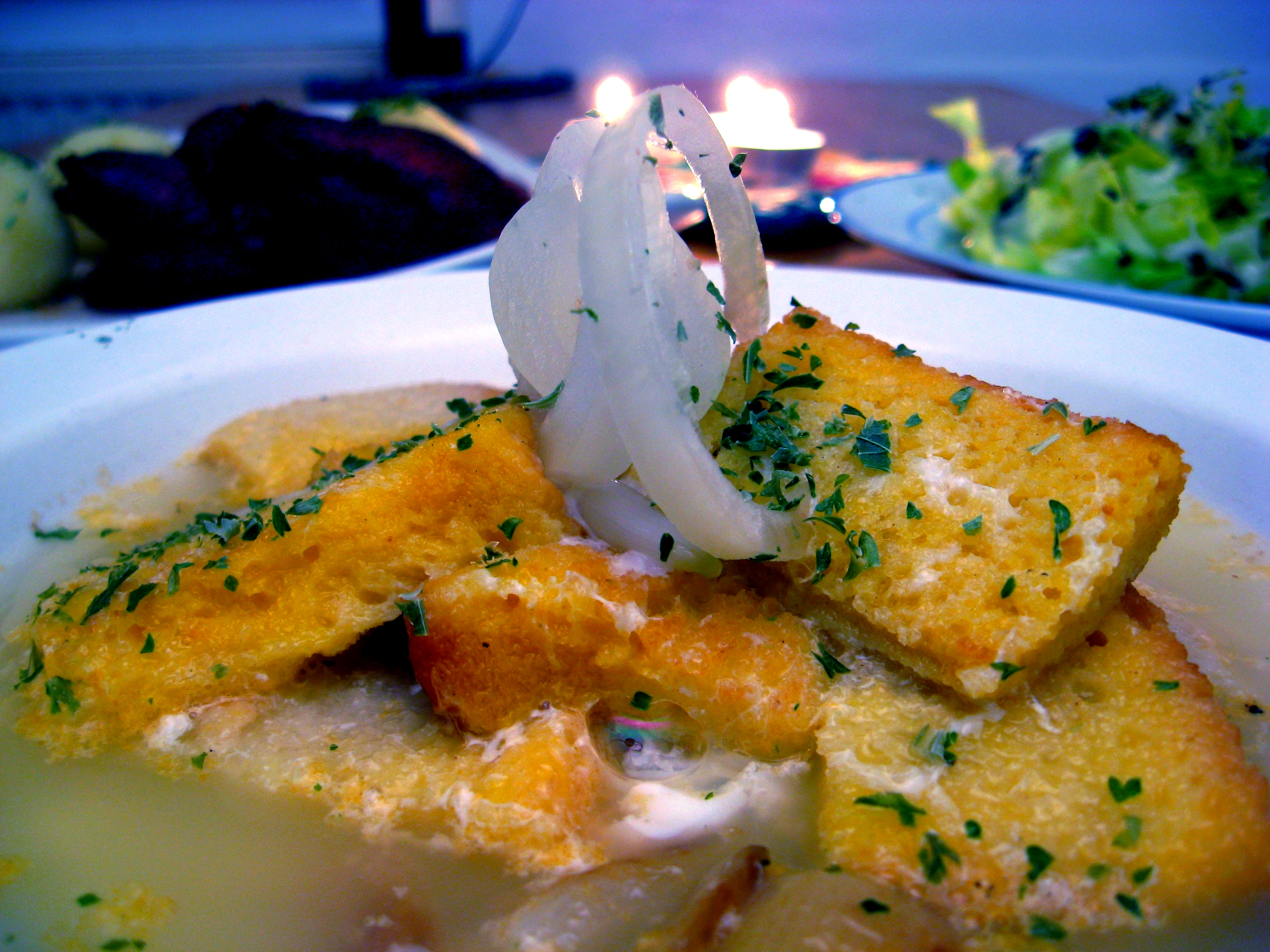
Un plato de tourin.

El tourin (llamado también según las regiones, tourain, thourin, tourrin o touril) es una sopa de ajo y cebolla antigua de Francia, típica del suroeste del país, desde el Périgord, el Quercy y la región de Burdeos hasta la región de Toulouse y el Bearn.

## Características
Se servía tradicionalmente al inicio de las comidas de la época de la vendimia. Como en todo el suroeste de Francia, se hacía con manteca de cerdo, pato o oca, ya que no se empleaba aceite de oliva para cocinar. La sopa se adereza con un chorrito de vinagre, se espesa con yema de huevo y se vierte sobre rebanadas de pan.
Puede hacerse sin ajo y con nata y leche.